# 大東電機工業
大東電機工業株式会社（だいとうでんきこうぎょう）は、大阪府東大阪市に本社を置く電気バリカン、マッサージ機器、フイットネス機器の製造を行う企業である。THRIVE（スライヴ）のブランドで知られる。

## 沿革
- 1933年（昭和8年） - 電気バリカンメーカーとして創業
- 1957年（昭和32年） - マッサージ器の製造・販売を手がける[1]
- 2005年（平成17年） - フィットネス機器の第1号として「ロデオボーイ」発売[1]
- 2014年   (平成26年)　- 大東電機工業株式会社とスライヴ株式会社を統合し、大東電機工業株式会社となった。「スライヴ」の名称は、大東電機工業株式会社のブランド名となった。[1]
- 2023年   (令和5年)　- ビーズクッションとマッサージ機器を合わせた「Hogbees」を発売。フットレスト付きの「Hogbeesプラス」も発売。[2]

## おもな製品
- マッサージチェア

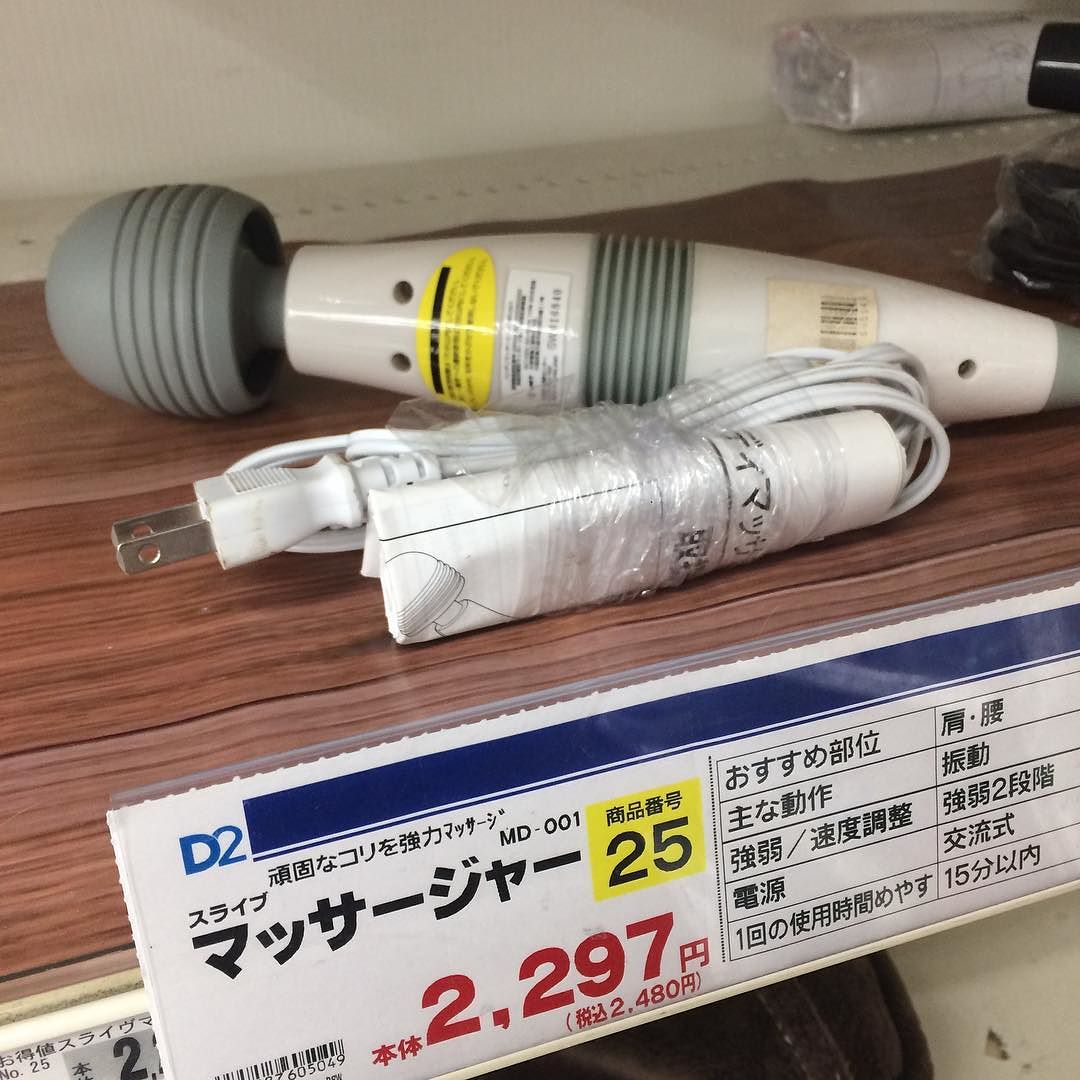
ハンディマッサージャー

  - 主な製品に、「くつろぎ指定席」や、「月弥」などがある。
- マッサージャー
  - 主な製品に、「Hogbees」などがある。
- バリカン
- フィットネス機器
  - 主な製品に、「ロデオボーイ」などがある。

## 営業所
本社
〒579-8046　
大阪府東大阪市昭和町9番11号TEL 072-984-3532　FAX 072-988-4141
近鉄奈良線「瓢箪山駅」出入口2より徒歩約5分。
大阪事業所
〒577-0026　
大阪府東大阪市新家東町2番38号
TEL 06-6783-8630　FAX 06-6783-8633
大阪メトロ中央線長田駅4番出口より南へ徒歩約10分。
東京営業所
〒110-0016 
東京都台東区台東1丁目21-4 東京ミシン会館3階
TEL 03-5846-0822　FAX 03-5846-0823
ＪＲ山手／京浜東北線 秋葉原駅または御徒町駅より 徒歩約10分。
東京メトロ日比谷線 秋葉原駅または仲御徒町駅より 徒歩約10分。
都営地下鉄大江戸線 新御徒町駅より 徒歩約10分。